# Can Magrinyà
Can Magrinyà, també conegut com a "Can Renard", és un edifici modernista del municipi de Vilanova i la Geltrú (Garraf) protegit com a bé cultural d'interès local.

## Descripció
Edifici de planta baixa i un pis, amb pati posterior. La complexitat de la construcció es reflecteix exteriorment en el coronament de l'edifici, que presenta elements a diferents nivells d'alçada i en l'organització de la façana en un doble pla, un format per un cos lateral que segueix la línia del carrer i l'altre, més allunyat, on es troba la porta d'accés. El conjunt mostra un caràcter unitari que ve donat, fonamentalment, pel balcó que recorre els dos cossos, pel fet que totes les obertures, malgrat la diversitat de dimensions, tenen la mateixa forma i per la utilització dels elements decoratius (maó, ferro i ceràmica).

## Història
L'any 1923 el propietari de la finca, Joan Magriñà, va sol·licitar a l'ajuntament de Vilanova i la Geltrú permís d'obres per a la construcció de l'edifici, d'acord amb el projecte realitzat per l'arquitecte Josep Maria Miró i Guibernau.

## Galeria

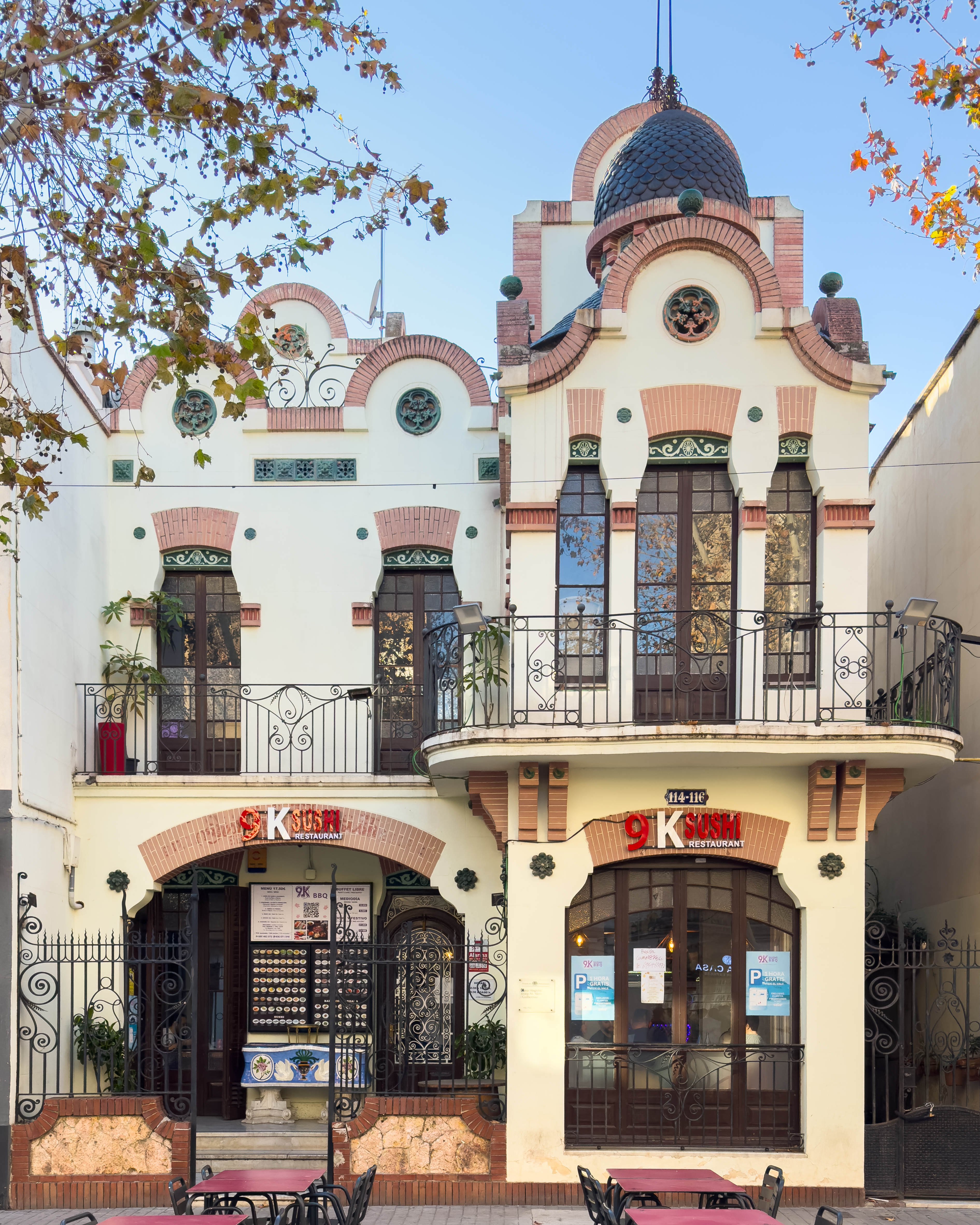
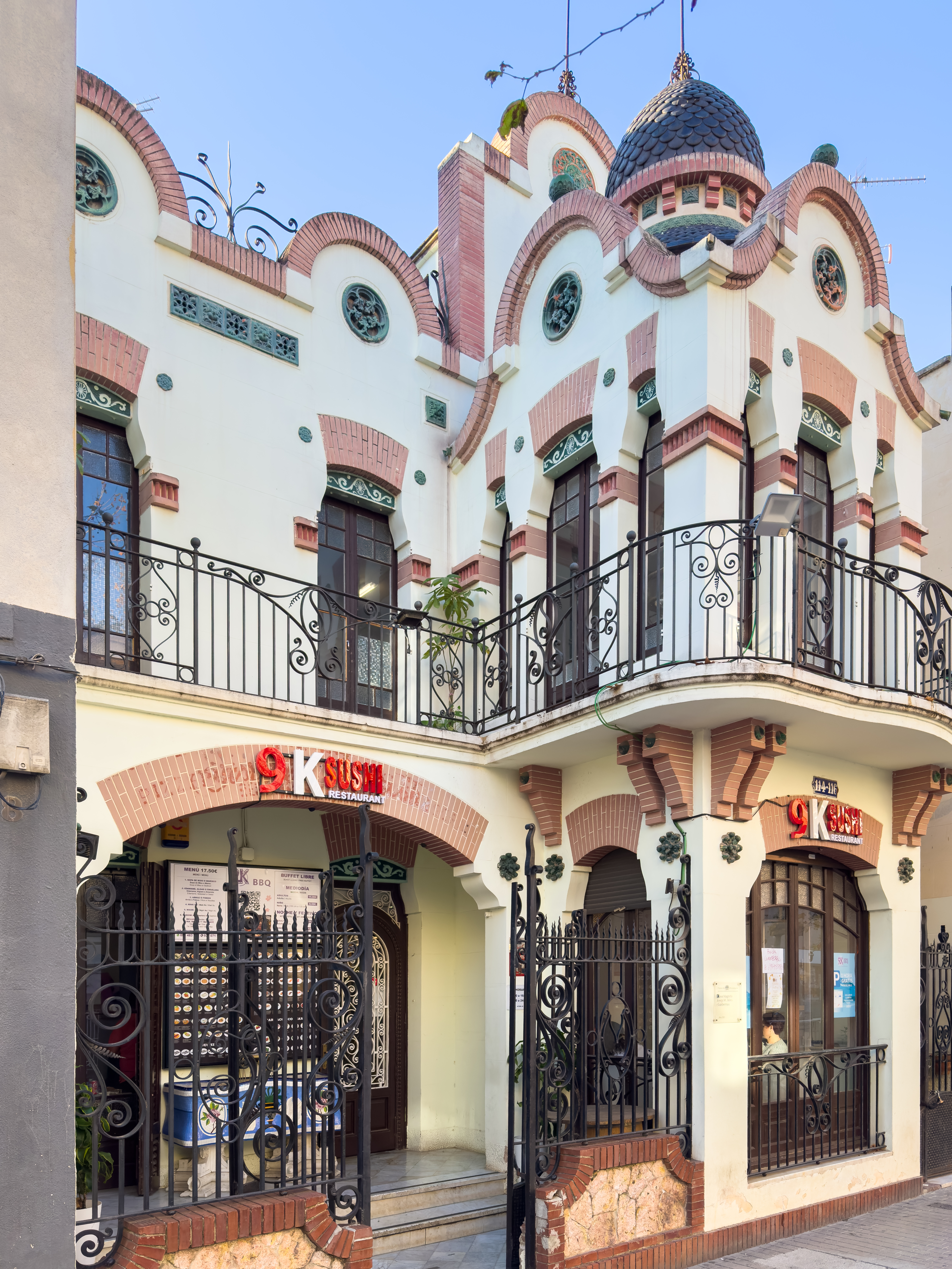
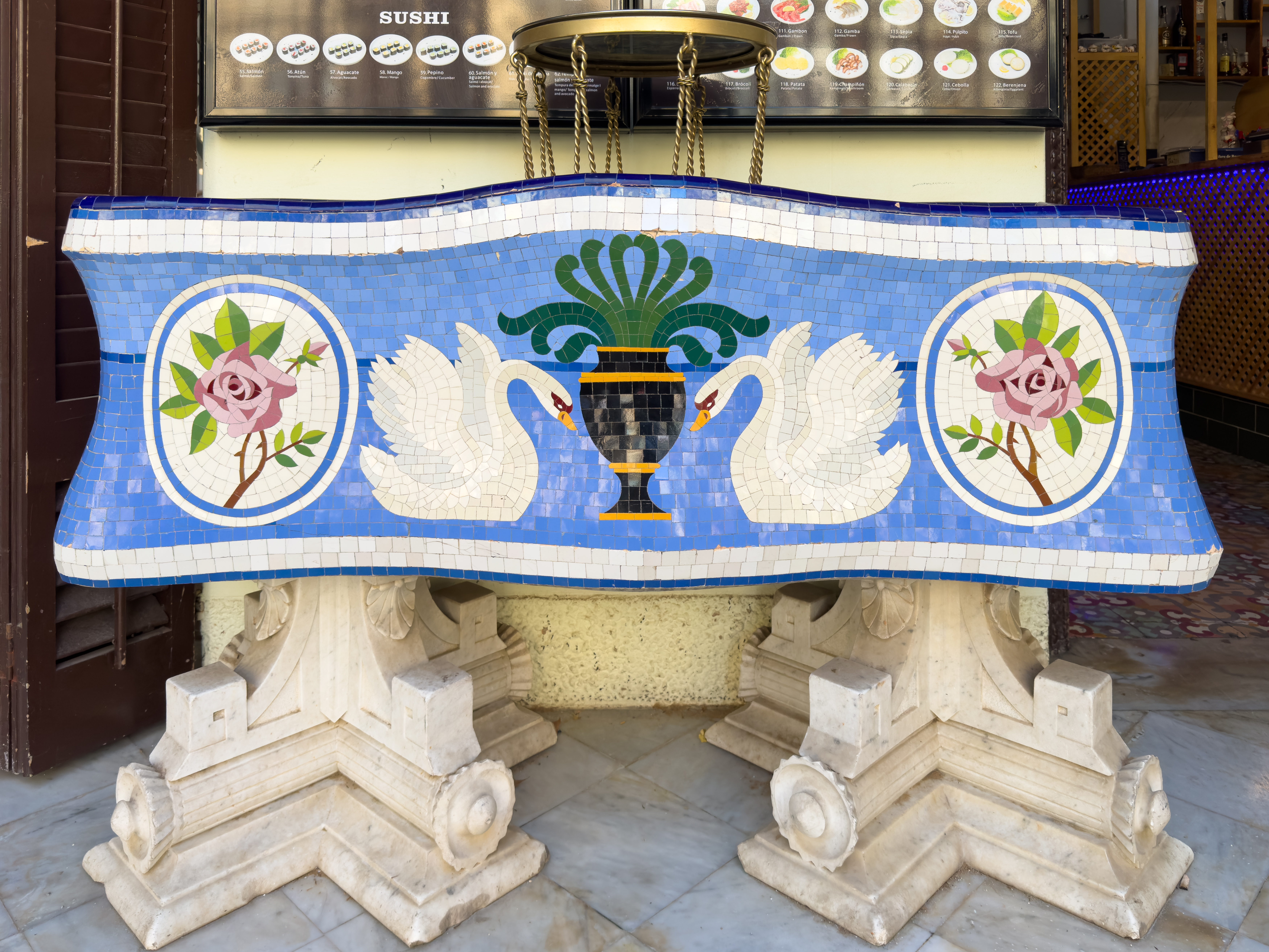